# Cratérope de Sharpe
Turdoides sharpei
Pour les articles homonymes, voir Sharpe.
Espèce
Statut de conservation UICN

 LC  : Préoccupation mineure
Le Cratérope de Sharpe (Turdoides sharpei) est une espèce de passereaux de la famille des Leiothrichidae.

## Répartition
Son aire s'étend de part et d'autre du lac Victoria et à l'est du lac Tanganyika.